# Queijo fresco

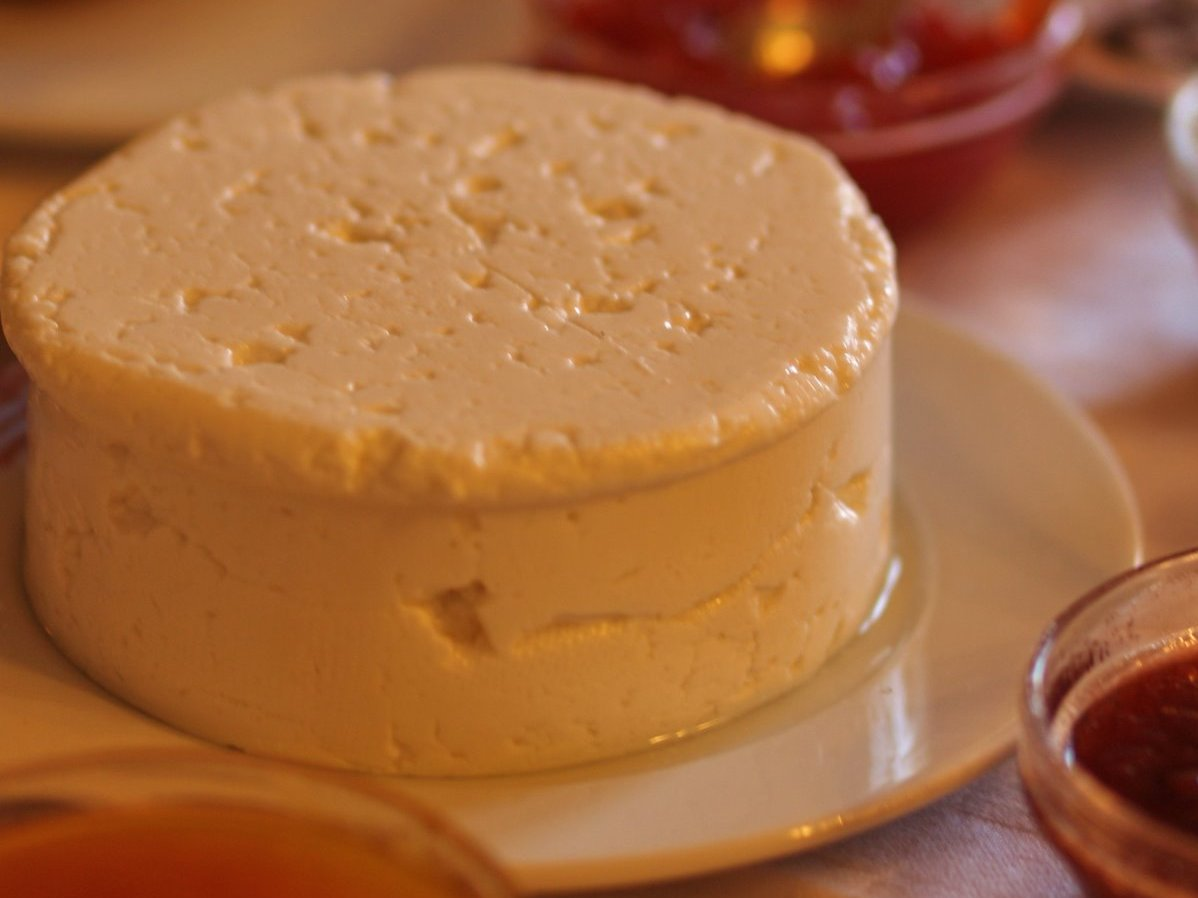

Queijo fresco é um tipo de laticínio popular em Portugal. É fabricado à base de leite de vaca, ovelha ou cabra, ideal para entradas e muito utilizado em dietas alimentares.
De textura suave, deve ser consumido pouco tempo após a fabricação: a frescura deste alimento é essencial já que está sujeito a contaminação. Deve-se ter especial atenção se for feito com leite não pasteurizado, já que esse é o principal veículo da doença brucelose em humanos.
Pode acompanhar doces e compotas, frutos secos e pimentas ou fazer parte de saladas.